# Trận phục kích Uzbin
Trận phục kích tại thung lũng Uzbin diễn ra khi lính của Lực lượng Trợ giúp An ninh Quốc tế bị phiến quân Afghanistan phục kích tại đông Afghanistan ngày 18 tháng 8 năm 2008. Trận đánh xảy ra bên ngoài ngôi làng Spēṟ Kunday, của Quận Surobi thuộc tỉnh Kabul và hậu quả là gây thương vong năng nề cho quân Pháp.
Trong cuộc phục kích trên đường đèo này, lính Pháp hết đạn chỉ sau 90 phút đụng độ và chỉ có một máy truyền tin nhưng lại không sử dụng được khiến họ không liên lạc được để xin cứu viện. Ngay sau vụ việc, ngày 20 tháng 8, liên quân đồng minh do Hoa Kỳ chỉ huy hạ sát hơn 30 phiến quân trong một trận đánh ở cung khu vực trong khi ba binh sĩ Ba Lan phục vụ trong lực lượng NATO thiệt mạng vì một vụ nổ bom tại một nơi khác.
Trận đánh có các ảnh hưởng mạnh mẽ về chính trị ở thủ đô Paris,  khiến 10 binh sĩ nhảy dù Pháp thiệt mạng, 21 binh sĩ khác bị thương, là tổn thất nặng nề nhất cho lực lượng quốc tế tại Afghanistan trong hơn ba năm, và là cuộc giao tranh trên bộ gây nhiều tổn thất nhất cho quân đội ngoại quốc tại Afghanistan kể từ khi quân đội Hoa Kỳ tiến vào để lật đổ chế độ Taliban năm 2001.

## Vị thế
Vùng Saroubi (hay Surobi) do quân đội Ý cai quản cho đến giữa năm 2008 khi quân Pháp đến thay thế. Chỉ một thời gian ngắn sau đó xảy ra một cuộc phục kích được chuẩn bị kĩ càng của phiến quân.
Các binh sĩ Pháp thuộc trung đoàn 8 Nhảy Dù đang tuần tiễu trong quận Surobi, một nơi được coi là cứ địa vững chắc của phiến quân, nằm cách thủ đô Kabul khoảng 50 km về phía đông. Thành phần Taliban và các tay súng thuộc nhóm của sứ quân Gulbuddin Hekmatyar hoạt động ở Surobi.

## Trận phục kích
Vụ phục kích diễn ra tại vùng núi non quận Surobi khi khoảng 100 loạn quân tấn công toán tuần tiễu gồm các lính nhảy dù Pháp và binh sĩ Afghanistan. Theo tư lệnh quân đội Pháp Tướng Jean-Louis Georgelin, đa số các tổn thất của Pháp xảy ra chỉ ít phút sau khi đoàn xe chở các binh sĩ này leo đèo. Cuộc giao tranh khởi sự ngày 18/8 và kéo dài qua ngày 19/8. Có giao tranh dữ dội suốt đêm. Ít nhất 13 chiến binh Taliban, kể cả một người Pakistan, bị giết chết trong trận đánh. Taliban nói họ tấn công các binh sĩ Lực lượng Trợ giúp An ninh Quốc tế ở Sarobi và phá nổ vài chiếc xe. "Chúng tôi đã gây ra cho họ những tổn thất nặng nề," phát ngôn viên Zabiullah Mujahid của Taliban nói với thông tấn xã AFP. Qazi Suliman, quận trưởng Surobi, nói cuộc phục kích mở màn cho trận đánh kéo dài hơn 3 giờ đồng hồ. Trong khi đó, một toán nổ bom tự sát bị chặn đứng bên ngoài một căn cứ quân sự Hoa Kỳ ở biên giới Afghanistan và Pakistan khi mở cuộc tấn công táo bạo vào nơi này. Một binh sĩ trong liên minh do Hoa Kỳ chỉ huy cũng đã thiệt mạng khi đang tuần tiễu khu vực phía Tây quốc gia này.

### Liên quân đồng minh truy quét phiến quân
Lutfullah Mashal, tỉnh trưởng Laghman, nói phi cơ của liên quân thả bom vào lực lượng phiến quân đang rút chạy khỏi vùng thung lũng nơi xảy ra cuộc phục kích. Vụ oanh tạc ngày 20/8 ở vùng giáp ranh của tỉnh Laghman và các tỉnh quanh Kabul không trực tiếp nhằm trả đũa cuộc phục kích. Thành phần phiến quân bị truy lùng trong cuộc hành quân này có liên hệ đến các cuộc tấn công thường xuyên nhắm vào các xa lộ. Phiến quân liên tiếp đốt cháy các xe đổ xăng dầu.
Một phát ngôn viên của liên quân do Hoa Kỳ chỉ huy, Đại úy Scott Miller, nói rằng vụ oanh tạc xảy ra trong cùng khu vực có cuộc tấn công nhắm vào quân Pháp nhưng đây "không phải là một sự trả đũa." Miller nghĩ điều này cho thấy rằng có rất nhiều kẻ địch trong vùng. Liên quân nói rằng khoảng 200 thường dân đã bỏ chạy khỏi vùng giao tranh trước khi có cuộc oanh tạc. Hơn 30 phiến quân bị giết và một phiến quân bị thương bị bắt làm tù binh, sau đó được đưa đi điều trị. Theo các giới chức Afghanista,n khoảng 20 thường dân bị thương trong cuộc giao tranh. Ông Mashal nói không rõ họ bị thương vì bom đồng minh hay do phía phiến quân Taliban.
Có ba binh sĩ Ba Lan thiệt mạng ngày 20/8 khi một quả bom gài bên lề đường phát nổ trong tỉnh Ghazni, theo lời phát ngôn viên Bộ Quốc phòng Ba Lan, ông Jacek Poplawski. Một binh sĩ khác bị thương trong vụ nổ này.

## Chấn động
Tổng thống Pháp Nicolas Sarkozy xác nhận rằng có 10 lính Pháp thuộc lực lượng NATO hy sinh và 21 binh sĩ Pháp khác bị thương. Một viên chức Afghanistan nói bốn người lính Pháp trong số này bị phiến quân bắt giữ và bị hạ sát sau đó. Ông Suliman nói có tin rằng phía phiến quân chết 13 người. Đây là vụ đụng độ gây chết chóc nhiều nhất cho các binh sĩ ngoại quốc tại Afghanistan kể từ tháng 6 năm 2005 khi 16 binh sĩ Hoa Kỳ thiệt mạng tại tỉnh Kunar khi trực thăng Chinook của họ bị bắn rơi bằng một quả đạn phóng lựu. Đây cũng là tổn thất nhân mạng lớn nhất cho quân đội Pháp kể từ khi có cuộc giao tranh ở Bouake, Bờ Biển Ngà năm 2004. Hồi tháng 7 năm 2008, có chín binh sĩ Mỹ chết khi phiến quân tấn công một căn cứ tiền phương ở vùng Kunar-Nuristan, sát biên giới phía Đông của Afghanistan.
Vụ tấn công khiến Tổng thống Sarkozy phải loan báo ông sẽ tới Afghanistan ngay vào ngày 19/8 để xem xét tình hình. "Ngày hôm qua, 10 binh sĩ của chúng ta đã bị thiệt mạng ở Afghanistan, 21 người khác bị thương trong một sứ mạng thám sát hỗn hợp với quân đội quốc gia Afghanistan," ông Sarkozy nói trong một bản tuyên bố được đưa ra tại Paris. Pháp sẽ có khoảng 2.600 quân đồn trú ở Afghanistan vào cuối tháng 8 năm 2008, sau khi ông Sarkozy hứa hẹn hồi tháng 4 là sẽ gửi thêm 700 lính tới vùng Đông Afghanistan. Ông Sarkozy nói ông dự trù sẽ đến Afghanistan để xác định với lính Pháp rằng "nước Pháp ở cạnh họ."

## Tổng thống Sarkozy thăm Kabul
Tổng thống Pháp Nicolas Sarkozy lên phi cơ bay sang Afghanistan ngay sau khi biết tin về cuộc phục kích và tổn thất của lính Pháp, gián đoạn cuộc nghỉ Hè với gia đình ở vùng Nam nước Pháp. Ngày 19 tháng 8, Sarkozy nói rằng ông quyết tâm duy trì sự đóng góp của Pháp vào lực lượng quân sự của 40 quốc gia tại Afghanistan.
Ngày 20 tháng 8, Tổng thống Sarkozy viếng thăm một nhà nguyện quân sự ở Kabul, nơi đặt thi hài của 10 binh sĩ Pháp bị thiệt mạng, trước khi được đưa về Pháp. Ông Sarkozy nói chuyện với các binh sĩ Pháp thuộc đơn vị bị tổn thất 10 người. Ông cũng viếng thăm một số trong khoảng 21 người bị thương trong trận đánh này.
Tổng thống Sarkozy nói với một nhóm khoảng 200 binh sĩ rằng Pháp sẽ phải học bài học này và thay đổi chiến thuật của mình. "Dù rằng bị tổn thất cao, các bạn phải hãnh diện về điều mình đang làm. Công việc các bạn đang làm ở đây là điều không thể thay thế," ông Sarkozy nói với những người lính này. "Chúng ta sẽ phải bảo đảm rằng có các biện pháp cần thiết để điều như thế này không xảy ra nữa."
Tổng thống Sarkozy cũng gặp và bắt tay với Tổng thống Afghanistan Hamid Karzai tại dinh tổng thống ở Kabul, nơi ông Karzai ngỏ lời chia buồn về các binh sĩ Pháp tử trận, và ông Sarkozy bày tỏ sự quyết tâm hỗ trợ cuộc chiến Afghanistan, vốn đang trở nên đẫm máu và khốc liệt hơn. "Một phần tự do của thế giới đang bị đe dọa ở nơi này. Đây là nơi cuộc chiến chống khủng bố đang được tiến hành," ông Sarkozy nói. Trong khi đó bộ trưởng quốc phòng Pháp Herve Morin trả lời bản tin của tờ Le Monde thuật lại lời của những người sống sót trong trận phục kích, theo đó rằng viện binh đã mất nhiều giờ đồng hồ mới đến nơi và lính Pháp có thể đã bị phi cơ NATO oanh tạc lầm. Morin tuyên bố trên đài phát thanh RTL rằng viện binh được gửi đi 20 phút sau khi có cuộc phục kích và không có chỉ dấu gì cho thấy thương vong của lính Pháp là do hỏa lực quân bạn gây ra.
Ông Karzai cho rằng sở dĩ có tình trạng bạo động tăng cao ở Afghanistan vì không có sự chú ý đầy đủ của NATO và quân đội chính phủ Afghanistan đến những khu vực an toàn và nơi huấn luyện của phiến quân, một điều rõ ràng nói tới khu vực sinh sống của bộ tộc trên lãnh thổ Pakistan.